# Semion Roșal
Semion Grigorievici Roșal (în rusă Семён Григо́рьевич Роша́ль; n. 25 ianuarie 1896, Sankt Petersburg, Imperiul Rus – d. 21 decembrie 1917, Iași, România) a fost un revoluționar rus, membru al RSDRP (b). A fost arestat de autoritățile române și executat de ofițeri ai Siguranței la Iași.

## Biografie
S-a născut la Sankt Petersburg într-o familie evreiască. Tatăl său, Ghirș Leibovici Roșal, era comerciant. Familia locuia pe aleea Usačiov, nr. 6. A urmat cursurile celei de-a 10-a gimnazii din Sankt Petersburg, fiind membru al unui cerc revoluționar. A participat la o adunare a organizațiilor școlare din decembrie 1912, organizată într-un liceu privat de fete Witmer. După acel eveniment, Roșal a fost exmatriculat împreună cu alți participanți și s-a implicat de atunci în activitatea revoluționară. În anul 1914 a devenit membru al RSDRP.
Și-a început activitatea revoluționară în cartierul Narva din Petrograd, în cadrul casei de sănătate a uzinei Putilov. În timpul Primului Război Mondial a lucrat în casa contesei Panina, pe canalul Obvodnîi. În paralel, a urmat cursurile Institutului Psihoneurologic, unde a fost activ în rândul studenților.
În septembrie 1915 a fost mobilizat și trimis pe frontul de nord. În decembrie același an, în timpul unui concediu de pe front, a fost arestat la Petrograd pentru propagandă revoluționară în armată. A fost încarcerat în închisoarea „Krestî”.
A fost eliberat în timpul Revoluției din Februarie. A fost trimis la Kronstadt, unde în martie 1917 a fost ales președinte al comitetului orășenesc al RSDRP(b) și membru al comitetului executiv al Sovietului din Kronstadt. A jucat un rol-cheie în atragerea marinarilor din Flota Baltică de partea bolșevicilor. În iulie 1917 a fost arestat de guvernul Kerenski, împreună cu Lev Troțki, Feodor Raskolnikov și alții, și închis din nou în „Krestî”. A fost eliberat pe 8 noiembrie 1917, în timpul Revoluției din Octombrie.
În octombrie 1917 a fost comisar al unui detașament mixt de soldați și marinari în reprimarea acțiunii contra-revoluționare a lui Kerenski și Krasnov lângă Petrograd.

Revoluționarul comunist Semion Roșal

A participat la capturarea Marelui Cartier General al armatei și la uciderea generalului Nikolai Duhonin.
În decembrie 1917 a fost trimis de Vladimir Lenin ca reprezentant al Sovnarkom pe frontul românesc, pentru a organiza un comitet militar-revoluționar de front. În timpul negocierilor cu comandantul frontului, generalul Dmitri Șcerbacev, a fost arestat de autoritățile române, fiind acuzat de pregătirea unei revolte în garnizoana rusă din Iași. Negocierile cu Șcerbacev erau de fapt o diversiune, scopul lui Roșal fiind acela de a-l asasina pe regele Ferdinand I al României la gara din Ploiești (sau să îl răpească) și pe Ionel Brătianu și de a porni o revoluție comunistă în România. Viitorul regim comunist român urma să fie condus de Roșal, Cristian Racovski, Mihail Gheorghiu Bujor, Alecu Constantinescu, Ion Dic-Dicescu. Pe 21 decembrie 1917 a fost predat unei organizații de ofițeri ai Siguranței de pe frontul românesc, care l-au condamnat la moarte și executat în Iași.

## Comemorare
- În cinstea sa, localitatea Krestov Brod din regiunea Moscova a fost redenumită „Roșal” (în 1940 a primit statutul de oraș).
- Numele său a fost purtat de o fabrică, o stradă și, până în 1990, de satul Marienburg din raionul Gatcina.
- Între 1918–1944, faleza și bulevardul Amiralității din Petrograd/Leningrad au purtat numele lui Roșal.
- În Kronstadt, o piață și o stradă au purtat numele său.
- Un dragor maritim al Flotei Baltice a fost numit în cinstea lui (1970–1994).
- În serialul TV Ghibel imperii („Moartea imperiului”), rolul lui Roșal a fost interpretat de actorul S. Nikolski.